# منطقه‌های گویان

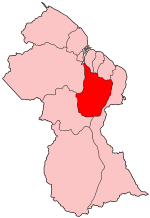
نمایی از نقشهٔ مناطق گویان (شامل ۱۰ منطقه)

مناطق گویان (انگلیسی: Regions of Guyana) اولین سطح تقسیمات کشور گویان است که شامل ۱۰ منطقه می‌شود.
|    | منطقه                       | مساحت (km²) | جمعیت. (۲۰۱۲) | جمعیت. per km² | پایتخت          |
| -- | --------------------------- | ----------- | ------------- | -------------- | --------------- |
| ۱  | باریما-واینی                | ۲۰٬۳۳۹      | ۲۶٬۹۴۱        | ۱٫۲            | Mabaruma        |
| ۲  | پومرون-سوپنام               | ۶٬۱۹۵       | ۴۶٬۸۱۰        | ۸٫۰            | آنا رگینا       |
| ۳  | جزایر اسیکوییبو-دمرارا غربی | ۳٬۷۵۵       | ۱۰۷٬۴۱۶       | ۴۶٫۲           | Vreed en Hoop   |
| ۴  | دمرارا-ماهایکا              | ۲٬۲۳۲       | ۳۱۳٬۴۲۹       | ۱۶۸٫۴          | Paradise        |
| ۵  | ماهایکا-بربیک               | ۴٬۱۹۰       | ۴۹٬۷۲۳        | ۱۴٫۰           | Fort Wellington |
| ۶  | بربیک شرقی-کورنتاین         | ۳۶٬۲۳۴      | ۱۰۹٬۴۳۱       | ۳٫۴            | New Amsterdam   |
| ۷  | کویونی-مازارونی             | ۴۷٬۲۱۳      | ۲۰٬۲۸۰        | ۰.۳            | بارتیکا         |
| ۸  | پوتارو-سیپارونی             | ۲۰٬۰۵۱      | ۱۰٬۱۹۰        | ۰٫۵            | Mahdia          |
| ۹  | تاکوتو بالا- اسیکوییبو بالا | ۵۷٬۷۵۰      | ۲۴٬۲۱۲        | ۱٫۳            | Lethem          |
| ۱۰ | دمرارا-بربیک علیا           | ۱۷٬۰۴۰      | ۳۹٬۴۵۲        | ۲٫۱            | Linden          |
|    | گویان                       | ۲۱۴٬۹۹۹     | ۷۴۷٬۸۸۴       | ۳.۵            | جرج‌تاون         |